# Bowkerieae
Bowkerieae, Jedan je od tri tribusa grmova ili manjeg zimzelenog drveća iz porodice Stilbaceae, red medićolike (Lamiales). Sastoji se od tri roda sa juga Afrike. Tipični rod je Bowkeria

## Etimologija
Tribus je dobio ime po rodu Bowkeria.

## Opis
Opisan je u  Novon 3(1): 15., 1993.

## Rodovi
1. Anastrabe E. Mey. ex Benth. (1 sp.)
2. Bowkeria Harv. (3 spp.)
3. Ixianthes Benth. (1 sp.)